# Крушедолски сабор
Крушедолски сабор je oдржан 6. јануара 1708. године у манастиру Крушедол. То је био први црквено-народни сабор Срба после велике сеобе на територију Хабзбуршке монархије под вођством патријарха Арсенија III Црнојевића.
На Крушедолском црквено-народном сабору победила је теза митрополита Стефана Метохијца да се не смеју прекидати везе са Пећком патријаршијом. Наспрам те тезе био је став будућег првог митрополита Крушедолског Исаије Ђаковића да се изабере нови патријарх и организује посебна патријаршија. Но, 3. марта 1707. године на састанку бечке Дворске канцеларије одлучено је да се забрани титула патријарха и зависност од било које патријаршије. Тако да од тада духовни поглавар српског народа у Хабзбуршкој монархији носи назив митрополита Крушедолског.
На овом сабору одлучено је да назив митрополије буде крушедолска, због тадашњег седишта митрополита у манастиру Крушедолу. Паљењем овог манастира током Аустро-турског рата 1716-1718. митрополија је пренета у Сремске Карловце и од тада носи назив Карловачка митрополија.
На Крушедолском сабору је поновљен захтев са сабора у Баји из 1694. да се Србима додели посебна територија. Представници будимских Срба на Крушедолском сабору затражили су да ова територија обухвата Бачку, Банат, Срем и Славонију. 